# Sainte-Marie-la-Blanche
Sainte-Marie-la-Blanche ist eine französische Gemeinde mit 917 Einwohnern (Stand: 1. Januar 2022) im Département Côte-d’Or in der Region Bourgogne-Franche-Comté (vor 2016 Bourgogne); sie gehört zum Arrondissement Beaune und zum Kanton Ladoix-Serrigny. Die Einwohner werden Saintmaritains genannt.

## Geographie
Sainte-Marie-la-Blanche liegt etwa 35 Kilometer südsüdwestlich von Dijon. Das Gemeindegebiet wird im Süden vom Fluss Vandène durchquert. Umgeben wird Sainte-Marie-la-Blanche von den Nachbargemeinden Levernois im Nordwesten und Norden, Combertault im Norden, Meursanges im Nordosten und Osten, Saint-Loup-Géanges im Südosten und Süden, Merceuil im Süden und Südwesten sowie Montagny-lès-Beaune im Westen und Nordwesten.

## Bevölkerung
| Jahr                       | 1962 | 1968 | 1975 | 1982 | 1990 | 1999 | 2006 | 2011 | 2019 |
| Einwohner                  | 425  | 443  | 484  | 696  | 693  | 672  | 766  | 821  | 900  |
| Quellen: Cassini und INSEE |      |      |      |      |      |      |      |      |      |

## Sehenswürdigkeiten
- Himmelfahrtskirche, seit 1988 Monument historique

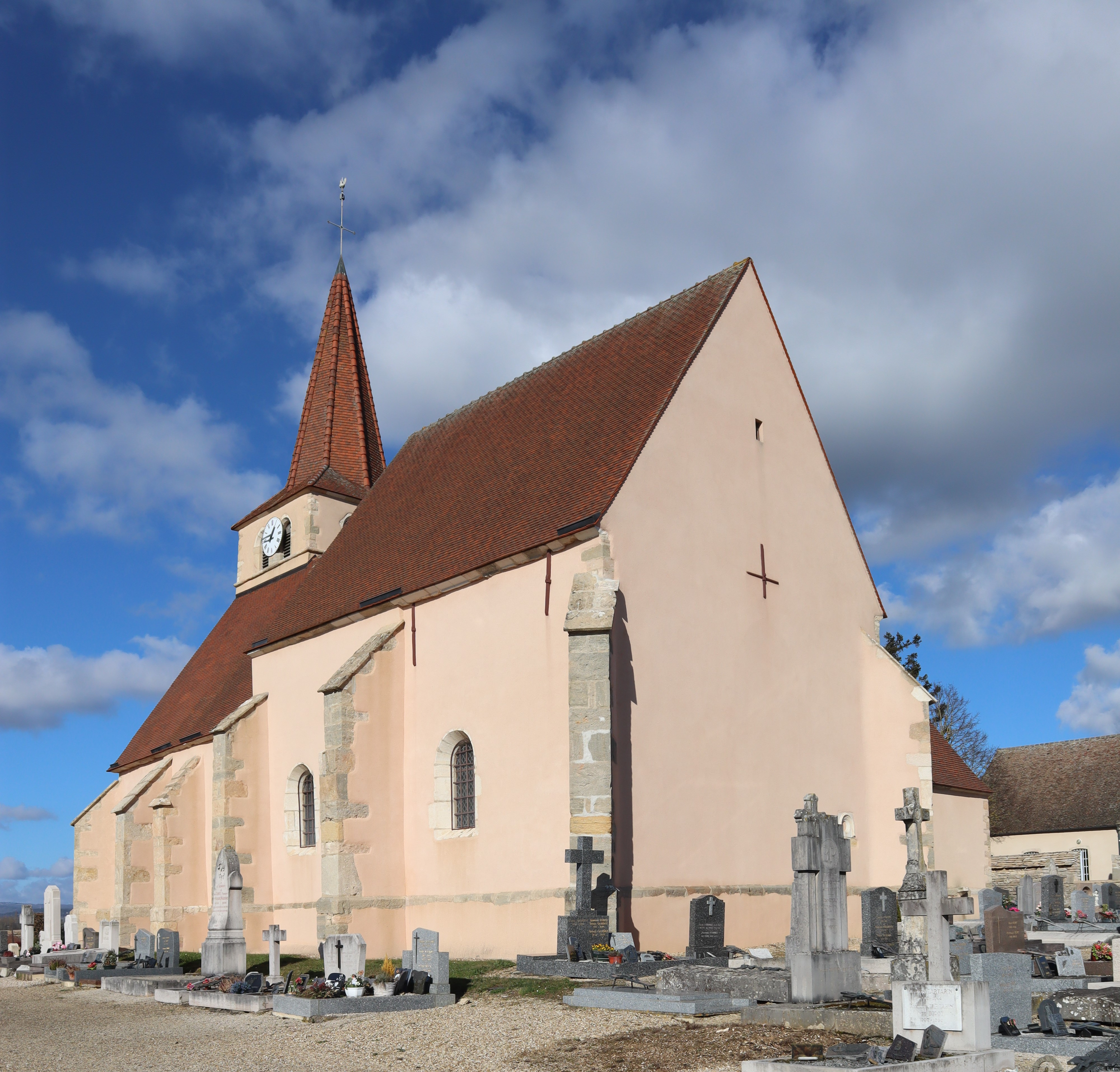
Himmelfahrtskirche
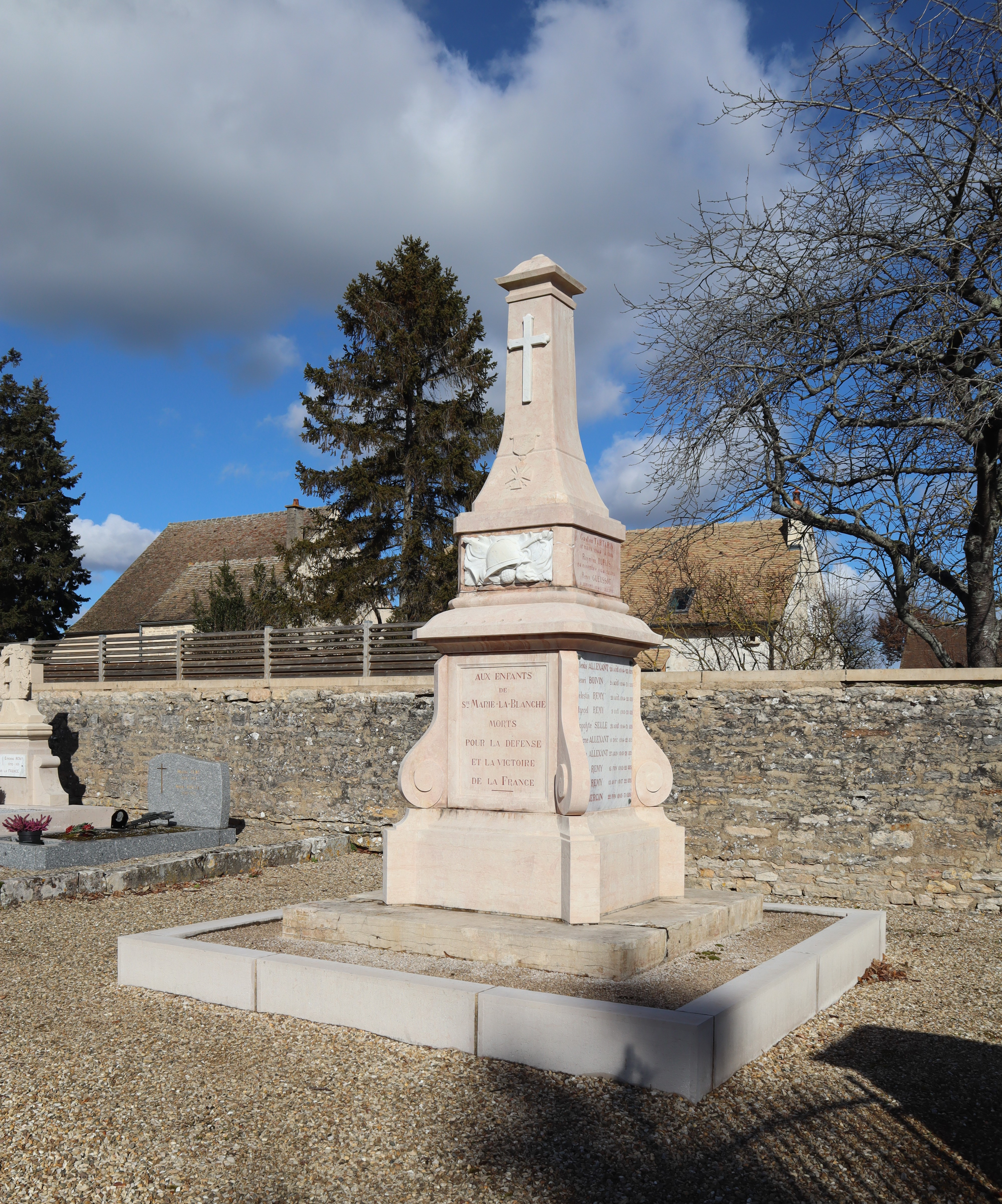
Gefallenendenkmal